# همخوان چاکنایی

واجگاه (کارا و ناکارا): ۱. برون‌لبی، ۲. درون‌لبی، ۳. دندانی، ۴. لثه ای، ۵. پس‌لثه ای، ۶. پیش‌کامی، ۷. کامی، ۸. نرمکامی، ۹. ملازی (زبانکی)، ۱۰. حلقی، ۱۱. چاکنایی، ۱۲. برون‌چاکنایی، ۱۳. ریشه‌ای، ۱۴. پس‌پسینی، ۱۵. پیش‌پسینی، ۱۶. تیغه‌ای، ۱۷. نوکی و ۱۸. زیرنوکی

همخوان چاکنایی همخوانی است که جایگاه تولید اصلی آن چاکنای است. پرده‌های آوایی را می‌توان در جایگیری‌های گوناگونی گذاشت، ولی سه جاگیری پایه‌ای چاکنای، زیرساخت بخش بزرگی از گفتار را می‌سازد:
آواهای بی واک: زمانیکه پرده‌های آوایی از یکدیگر جدا هستند، هوا یکراست از میان چاکنای می‌گذرد. هر آوایی که با چاکنای بازسازی شود بی واک خوانده می‌شود. در هنگام ساخت یک آوا، بی واکی آن را می‌توان با گذاشتن انگشت بر گلو شناسایی کرد. هیچ لرزشی به سرانگشتان نمی‌رسد. آوای آغازین واژه‌های فروهر، ساده، و هنر همگی بی واکند.
آواهای واکدار: هنگامی که تارهای آوایی به یکدیگر نزدیک شوند، ولی سخت به هم نچسبند، هوایی که از میان آنها می‌گذرد مایه لرزش آنها می‌شود و جایگیری ای پدیدمی‌آورد که واکداری خوانده می‌شود. در واج نخست واژگان زیبا و ویژه این لرزش را می‌توان دریافت.
زمزمه: آرایش دیگری از چاکنای زمزمه را پدیدمی‌آورد. زمزمه بی واک است ولی پرده‌های آوایی به گونه ای جاگیری می‌کنند که بخش پیشین آنها به هم نزدیک و بخش پسین آنها از یکدیگر دور می‌شود.
نمونه آشناترین همخوان سایشی چاکنایی بی واک، واج نخست واژه هوا در فارسی است.